# Pedro Avelino

Pedro Avelino este un oraș în Rio Grande do Norte (RN), Brazilia.